# Rivière Massawippi
Der Rivière Massawippi ist ein linker Nebenfluss des Rivière Saint-François in der Verwaltungsregion Estrie der kanadischen Provinz Québec.

## Flusslauf
Der Rivière Massawippi bildet den Abfluss des Lac Massawippi im äußersten Süden von Québec. Er fließt über eine Strecke von 20 km in nördlicher Richtung und mündet bei Lennoxville in den nach Nordwesten fließenden Rivière Saint-François. Dem Fluss fließen rechtsseitig die beiden Nebenflüsse Rivière Coaticook und Rivière aux Saumons zu. Das Einzugsgebiet umfasst etwa 1700 km². Der mittlere Abfluss beträgt 20 m²/s. 